# Lista de Membros Correspondentes da Academia Brasileira de Ciências Empossados em 1990
Esta lista contém os nomes dos membros correspondentes da Academia Brasileira de Ciências empossados em 1990. 
| Imagem | Nome                 | Datas de nascimento e falecimento         | Local de nascimento | Área de especialização | Alma mater                                | Data de posse      | Conhecido por | Referências |
| ------ | -------------------- | ----------------------------------------- | ------------------- | ---------------------- | ----------------------------------------- | ------------------ | ------------- | ----------- |
|        | André Goffeau        | 26 de janeiro de 1935 02 de abril de 2018 |                     | Ciências Químicas      | Universidade Católica de Lovaina, Bélgica | 10 de maio de 1990 |               | [ 2 ]       |
|        | Charles Chapman Pugh | 16 de junho de 1940                       |                     | Ciências Matemáticas   |                                           | 10 de maio de 1990 |               | [ 3 ]       |